# Cácapo
O cácapo ou kakapo (nome científico: Strigops habroptilus) é uma espécie de papagaio noturno endémica da Nova Zelândia, sendo notável por ser a única espécie da ordem Psittaciformes incapaz de voar. O seu nome comum significa papagaio da noite em maori. O cácapo é uma ave em perigo crítico de extinção. Em 2013, a população contava com apenas 124 aves. Em 2017, houve um ligeiro aumento, para 154 espécimes.

## Características gerais
O cácapo é um papagaio de constituição robusta que pode medir até 60 cm de comprimento e pesar entre 3 a 4 quilos, um valor relativamente elevado em relação a outras aves do seu tamanho e que só é possível por ser não voadora. As asas são atrofiadas e pequenas e servem apenas como balanço quando estas aves circulam entre ramos de árvores. A escassez de músculos de voo faz também que o esterno seja reduzido em relação ao seu tamanho. Os hábitos noturnos de seus ancestrais fizeram que a seleção natural propiciasse a sobrevivência de indivíduos com os olhos frontais, tais quais os de corujas, o que é incomum entre psitacídeos. Tal adaptação favoreceu a visão sob baixa luminosidade.
A plumagem do cácapo providencia uma boa camuflagem contra a vegetação nativa e é em tons de verde-seco, listado de preto na zona dorsal, sendo a zona ventral e garganta de cor amarelada. Como não têm penas de voo rijas, os cácapos possuem uma plumagem muito suave e macia, o que lhes valeu o epíteto específico habroptilus, que significa precisamente pena suave em Grego. Os cácapos têm penas especializadas na zona do bico, que servem a função de bigodes sensoriais e lhes permitem um melhor reconhecimento do ambiente durante a noite, o seu período de actividade. Como complemento, estas aves têm um sentido de olfacto muito apurado.
Outra característica distintiva dos cácapos é o seu odor intenso, descrito como uma mistura de flores e mel. Apesar de agradável ao nariz humano, este odor provou ser uma enorme desvantagem para a espécie com a introdução dos primeiros predadores, que depressa aprenderam a reconhecer o cheiro do cácapo. Quando em perigo, o cácapo fica paralisado à espera que a sua camuflagem o proteja dos predadores, o que pode ter funcionado com as águias-de-haast e outras aves sem olfacto, mas representava uma estratégia perigosa junto de mamíferos de nariz apurado.
Os cácapos são aves herbívoras que se alimentam de várias espécies nativas da Nova Zelândia, consumindo sementes, frutos e pólen. A sua fonte de alimento favorita é o fruto do rimu, uma árvore endémica do seu habitat. Ocasionalmente, os cácapos podem também alimentar-se de insectos e outros pequenos invertebrados.
Assim como os demais psitacídeos, apresentam expressiva esperteza. Há grande variedade de comportamento entre os espécimes, de modo que observa-se algo análogo às diferentes personalidades humanas. Acredita-se que tais aves sejam as mais longevas conhecidas, vivendo por até um século.

## Reprodução

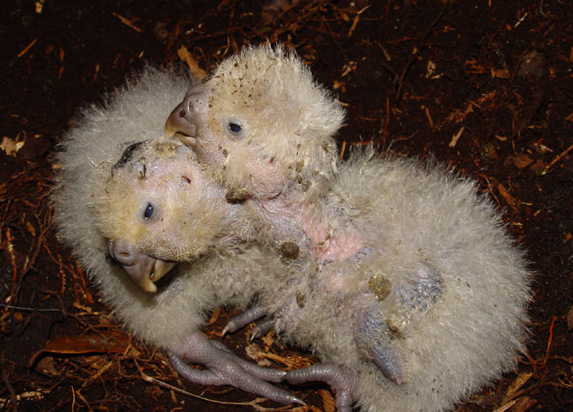
Filhotes de cácapo no ninho

Os cácapos têm uma estratégia reprodutiva única no grupo dos psitacídeos. Na época de reprodução, os machos abandonam os seus territórios para tomar posse de uma espécie de arena, onde realizam exibições elaboradas, destinadas a atrair o maior número possível de fêmeas. Os locais favoritos para estas exibições são topos de colinas ou de escarpas e os machos lutam entre si pelas localizações mais favoráveis.
Dentro da sua arena, que chega a ter cerca de 7 km de comprimento, cada macho escava diversas depressões no solo, junto de árvores ou rochas, com cerca de meio metro de diâmetro e 10 cm de profundidade. Estas depressões são mantidas limpas de detritos e marcas de pegadas com todo o cuidado. Durante o período de actividade noturno, o macho percorre as diversas depressões, utilizando cada uma como palco para emitir vocalizações ruidosas de baixa frequência que podem ser ouvidas a cerca de 1 km de distância.
As fêmeas ouvem as vocalizações dos vários machos e fazem eventualmente a sua escolha, dirigindo-se para a arena correspondente. A cópula ocorre após uma breve exibição do macho perante a fêmea e depois do encontro ambos separam-se e regressam às suas actividades: o macho retoma as vocalizações para atrair mais fêmeas; as fêmeas regressam aos seus territórios sozinhas.
As fêmeas de cácapo colocam entre 1 e 4 ovos por postura, em ninhos toscos construídos no solo ou em cavidades nos troncos de árvores. Após um período de incubação de cerca de 30 dias, os juvenis chocam sem penas e totalmente dependentes da sua progenitora. Uma vez que a fêmea tem que abandonar os ovos e juvenis todas as noites, para procurar alimento, estes são muito vulneráveis à acção de predadores. Os juvenis tornam-se mais ou menos independentes com cerca de 10 a 12 semanas, embora a progenitora possa continuar a alimentá-los esporadicamente durante os seis meses seguintes.
A reprodução dos cácapos é errática e não ocorre todos os anos. Estudos recentes sugerem que esteja associada aos períodos de frutificação do rimu, a árvore que produz o seu alimento favorito, que ocorre com 3 a 5 anos de intervalo.
A maturidade sexual dos machos ocorre aos 5 anos e a das fêmeas entre os 9 e 11 anos. Em condições normais, o cácapo pode viver até aos 60 anos.

## Ecologia e conservação

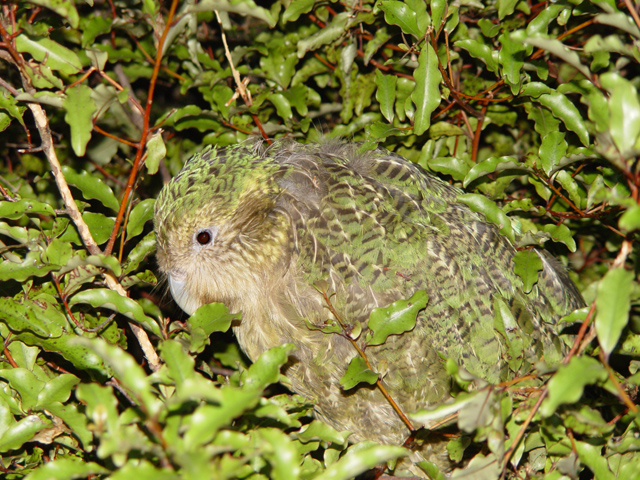
Um cácapo camuflado na vegetação

Os antepassados dos cácapos colonizaram a Nova Zelândia há milhões de anos. Com o passar do tempo geológico, o cácapo ancestral, que deveria ser semelhante aos papagaios modernos, evoluiu de acordo com o seu ambiente, livre de predadores e sem mamíferos nativos à exceção de 3 espécies de morcegos. Em consequência, tornaram-se maiores e mais pesados, perderam a capacidade de voar e ocuparam o nicho ecológico normalmente preenchido por pequenos mamíferos noturnos e herbívoros. Antes da chegada dos humanos ao arquipélago, o cácapo era uma espécie muito bem sucedida, com uma população de milhões de indivíduos, distribuida por ambas as ilhas principais da Nova Zelândia.
A chegada dos maori deu início ao declínio dos cácapos. Os maori caçavam esta espécie como fonte de comida fácil, uma vez que os cácapos paralisam com o perigo, mas também pelas suas penas usadas para decorar capas. As cabeças de cácapo eram também muito procuradas como ornamentação de brincos, depois de secas. Em paralelo com a caça, os cães e ratos-do-pacífico introduzidos pelos maori, causaram uma hecatombe na população de cácapos, perseguindo não só os adultos, mas principalmente ovos e juvenis. No final do século XIX, a introdução planeada de mustelídeos como doninhas, toirões e arminhos, destinada a controlar a população de coelhos (outra espécie invasora), colocou os cácapos à beira da extinção.
A situação era de tal forma crítica que o governo neozelandês declarou a Ilha Resolution, livre de espécies invasoras, como reserva natural em 1891. O curador era o naturalista Richard Henry, que deslocou cerca de 200 cácapos e um grupo de kiwis para a zona. Este esforço de conservação foi destruído cerca de 15 anos depois, quando um grupo de arminhos colonizou a ilha e matou toda a população de aves em perigo.
Ao longo do século XX, houve várias tentativas de conservação semelhantes, todas frustradas pela presença de espécies invasoras. No início de 2006, os 126 exemplares de cácapo viviam nas ilhas Chalky, Codfish e Stweart, ao largo da costa Sul da Nova Zelândia, todas caracterizadas pela abundância de rimus. Como as ilhas são constantemente vigiadas para impedir a invasão de mustelídeos, ratos e gatos selvagens, a população de cácapos tem-se mantido estável, apesar de inferior a 200 indivíduos. Para estimular a reprodução, os conservadores “falsificam” todos os anos a frutificação do rimu, introduzindo frutos artificialmente, numa tentativa de convencer os cácapos a iniciar a época de reprodução. Para evitar a consanguinidade, os machos sobreviventes são transferidos de ilha todos os anos e as linhagens de cada indivíduo são cuidadosamente anotadas. Apesar de extremamente crítico, o estado de conservação do cácapo tem vindo a melhorar e há planos para construir uma reserva capaz de suportar outros 100 indivíduos na Ilha do Sul.